# Liste der Countys in Missouri
| Der US-amerikanische Bundesstaat Missouri ist in 114 Countys eingeteilt. Die Stadt St. Louis gehört keinem County an. Die offizielle Abkürzung von Missouri lautet MO, der FIPS-Code ist 29. Der FIPS-Code jedes einzelnen Countys beginnt also stets mit 29, an die für jedes County eine dreistellige Zahl angehängt wird. Die Einwohnerzahlen basieren auf der Volkszählung im Jahr 2010. | Atchi- son Holt Nodaway Worth Harrison Mercer Putnam Schuyler Scotland Clark Lewis Knox Adair Sullivan Grundy Daviess Gentry DeKalb Andrew Buchanan Platte Clinton Cald- well Living- ston Linn Macon Shelby Marion Ralls Monroe Ran- dolph Chariton Carroll Ray Clay Jackson Lafayette Saline Howard Boone Audrain Pike Lincoln St. Charles Warren Mont- gomery Callaway Cole Moni- teau Cooper Pettis Johnson Cass Bates Henry Benton Morgan Miller Maries Osage Gas- con- ade Franklin St. Louis Jefferson Ste. Genevieve St. Francois Wash- ington Craw- ford Dent Phelps Pulaski Camden Hickory St. Clair Vernon Cedar Polk Dallas Laclede Texas Shannon Rey- nolds Iron Madi- son Boll- inger Perry Cape Girar- deau Scott Missis- sippi New Madrid Pemi- scot Dun- klin Stoddard Wayne Butler Carter Ripley Oregon Howell Ozark Douglas Wright Web- ster Greene Christian Taney Stone Barry Law- rence Dade Barton Jasper Newton McDonald |

| County           | FIPS-Code | County Seat     | Gründung | Ursprung                                                                | Namensherkunft | Einwohner 2010 | Fläche    | Karte |
| ---------------- | --------- | --------------- | -------- | ----------------------------------------------------------------------- | --- | -------------- | --------- | ----- |
| Adair            | 001       | Kirksville      | 1841     | Macon County                                                            | John Adair (1757–1840) – siebter Gouverneur von Kentucky                                                                                     | 25.607         | 1.471 km² |       |
| Andrew           | 003       | Savannah        | 1841     | Platte Purchase – Landerwerb von Indianern im Jahr 1836                 | Andrew Jackson Davis (1826–1910) – Spiritist aus St. Louis                                                                                   | 17.291         | 1.127 km² |       |
| Atchison         | 005       | Rock Port       | 1843     | Platte Purchase – Landerwerb von Indianern im Jahr 1836                 | David Rice Atchison (1807–1886) – US-Senator von Missouri (1844–1855)                                                                        | 5.685          | 1.412 km² |       |
| Audrain          | 007       | Mexico          | 1831     | Callaway, Monroe und Ralls County                                       | James Hunter Audrain – Staatssenator und Milizoffizier                                                                                       | 25.529         | 1.795 km² |       |
| Barry            | 009       | Cassville       | 1835     | Greene County                                                           | William T. Barry (1784–1835) – Postminister der USA                                                                                          | 335.597        | 2.018 km² |       |
| Barton           | 011       | Lamar           | 1855     | Jasper County                                                           | David Barton (1783–1837) – einer der ersten US-Senatoren von Missouri                                                                        | 12.402         | 1.538 km² |       |
| Bates            | 013       | Butler          | 1841     | Van Buren (heute Cass) County                                           | Frederick Bates (1777–1825) – Zweiter Gouverneur von Missouri                                                                                | 17.049         | 2.196 km² |       |
| Benton           | 015       | Warsaw          | 1835     | Pettis und Greene County                                                | Thomas Hart Benton (1782–1858) – US-Senator von Missouri (1820–1851)                                                                         | 19.056         | 1.829 km² |       |
| Bollinger        | 017       | Marble Hill     | 1851     | Cape Girardeau, Madison, Stoddard und Wayne County                      | George Frederick Bollinger (1770–1842) – früher Siedler in Missouri                                                                          | 12.363         | 1.608 km² |       |
| Boone            | 019       | Columbia        | 1921     | Howard County                                                           | Daniel Boone (1734–1820) – Pionier und Jäger                                                                                                 | 162.642        | 1.774 km² |       |
| Buchanan         | 021       | Saint Joseph    | 1838     | Platte Purchase – Landerwerb von Indianern im Jahr 1836                 | James Buchanan (1791–1868) – 15. Präsident der USA                                                                                           | 89.201         | 1.062 km² |       |
| Butler           | 023       | Poplar Bluff    | 1849     | Wayne County                                                            | William Orlando Butler (1791–1880) – Abgeordneter des US-Repräsentantenhauses                                                                | 42.794         | 1.808 km² |       |
| Caldwell         | 025       | Kingston        | 1836     | Ray County                                                              | Umstritten: entweder der Scout John Caldwell oder Matthew Caldwell, Mitunterzeichner der Unabhängigkeitserklärung von Texas                  | 9.424          | 1.111 km² |       |
| Callaway         | 027       | Fulton          | 1821     | Boone, Howard und Montgomery County                                     | James Callaway (1783–1815) – Enkel von Daniel Boone und Soldat im Britisch-Amerikanischen Krieg                                              | 44.332         | 2.173 km² |       |
| Camden           | 029       | Camdenton       | 1841     | Benton, Morgan und Pulaski County                                       | Charles Pratt, 1. Earl Camden (1714–1794) – englischer Jurist und Politiker                                                                  | 44.002         | 1.696 km² |       |
| Cape Girardeau   | 031       | Jackson         | 1812     | Eines der fünf ursprünglichen Countys                                   | Sieur de Girardot – französischer Offizier und Entdecker                                                                                     | 75.674         | 1.500 km² |       |
| Carroll          | 033       | Carrollton      | 1833     | Ray County                                                              | Charles Carroll (1737–1832) – einer der Gründerväter der USA                                                                                 | 9.295          | 1.800 km² |       |
| Carter           | 035       | Van Buren       | 1859     | Oregon, Reynolds, Ripley und Shannon County                             | Zimri Carter – einer der frühesten weißen Siedler                                                                                            | 6.265          | 1.316 km² |       |
| Cass             | 037       | Harrisonville   | 1833     | Jackson County                                                          | Lewis Cass (1782–1866) – US-Senator von Michigan, Kriegsminister und Außenminister der USA                                                   | 99.478         | 1.810 km² |       |
| Cedar            | 039       | Stockton        | 1845     | Dade und St. Clair County                                               | Virginischer Wacholder (engl.: Eastern Red Cedar) – kommt in der Region häufig vor                                                           | 13.982         | 1.233 km² |       |
| Chariton         | 041       | Keytesville     | 1821     | Howard County                                                           | Chariton River – Nebenfluss des Missouri | 7.831          | 1.958 km² |       |
| Christian        | 043       | Ozark           | 1859     | Greene, Taney und Webster County                                        | William Christian (1743–1786) – Offizier im Amerikanischen Unabhängigkeitskrieg und Politiker                                                | 77.422         | 1.458 km² |       |
| Clark            | 045       | Kahoka          | 1836     | Lewis County                                                            | William Clark (1770–1838) – Entdecker, Gouverneur des Missouri-Territoriums (1813–1820)                                                      | 7.139          | 1.313 km² |       |
| Clay             | 047       | Liberty         | 1822     | Ray County                                                              | Henry Clay (1777–1852) – Abgeordneter des US-Repräsentantenhauses, US-Senator von Kentucky und US-Außenminister                              | 221.939        | 1.026 km² |       |
| Clinton          | 049       | Plattsburg      | 1833     | Clay County                                                             | George Clinton (1739–1812) – US-Vizepräsident (1805–1812), gehörte zu den Gründervätern der USA                                              | 20.743         | 1.085 km² |       |
| Cole             | 051       | Jefferson City  | 1820     | Cooper County                                                           | Stephen Cole einer der ersten Siedler | 75.990         | 1.015 km² |       |
| Cooper           | 053       | Boonville       | 1818     | Howard County                                                           | Sarshel Benjamin Cooper einer der ersten Siedler                                                                                             | 17.601         | 1.463 km² |       |
| Crawford         | 055       | Steelville      | 1829     | Gasconade County                                                        | William Harris Crawford (1772–1834) – US-Senator von Georgia, Finanzminister und Kriegsminister der USA                                      | 24.696         | 1.924 km² |       |
| Dade             | 057       | Greenfield      | 1841     | Barry und Polk County                                                   | Francis L. Dade (1793?–1835) – als Offizier in den Seminolenkriegen gefallen                                                                 | 7.883          | 1.269 km² |       |
| Dallas           | 059       | Buffalo         | 1841     | Polk County                                                             | George M. Dallas (1792–1864) – Vizepräsident der USA (1845–1849)                                                                             | 16.777         | 1.404 km² |       |
| Daviess          | 061       | Gallatin        | 1836     | Ray County                                                              | Joseph Hamilton Daviess (1774–1811) – fiel als Offizier der Miliz von Indiana in der Schlacht bei Tippecanoe                                 | 8.433          | 1.469 km² |       |
| DeKalb           | 063       | Maysville       | 1843     | Clinton County                                                          | Johann von Kalb (1721–1780) – General der Kontinentalarmee im Amerikanischen Unabhängigkeitskrieg                                            | 12.892         | 1.098 km² |       |
| Dent             | 065       | Salem           | 1851     | Crawford und Shannon County                                             | James Dent einer der ersten Siedler | 15.657         | 1.953 km² |       |
| Douglas          | 067       | Ava             | 1857     | Ozark County                                                            | Stephen A. Douglas (1813–1861) – unterlegener Präsidentschaftskandidat gegen Abraham Lincoln im Jahr 1860                                    | 13.684         | 2.111 km² |       |
| Dunklin          | 069       | Kennett         | 1843     | Stoddard County                                                         | Daniel Dunklin (1790–1844) – fünfter Gouverneur von Missouri                                                                                 | 31.953         | 1.414 km² |       |
| Franklin         | 071       | Union           | 1818     | St. Louis County                                                        | Benjamin Franklin (1706–1790) – einer der Gründerväter der USA                                                                               | 101.492        | 2.388 km² |       |
| Gasconade        | 073       | Hermann         | 1821     | Franklin County                                                         | Gasconade River – Nebenfluss des Missouri | 15.222         | 1.347 km² |       |
| Gentry           | 075       | Albany          | 1841     | Clinton County                                                          | Richard Gentry (1788–1837) – Offizier der US-Armee                                                                                           | 6.738          | 1.274 km² |       |
| Greene           | 077       | Springfield     | 1833     | Crawford und Wayne County                                               | Nathanael Greene (1742–1786) – General der Kontinentalarmee im Amerikanischen Unabhängigkeitskrieg                                           | 275.174        | 1.748 km² |       |
| Grundy           | 079       | Trenton         | 1839     | Livingston County                                                       | Felix Grundy (1777–1840) – Kongressabgeordneter und Justizminister der USA                                                                   | 10.261         | 1.129 km² |       |
| Harrison         | 081       | Bethany         | 1843     | Daviess County                                                          | Albert Galliton Harrison (1800–1839) – Abgeordneter des Repräsentantenhauses der USA (1835–1839)                                             | 8.957          | 1.878 km² |       |
| Henry            | 083       | Clinton         | 1834     | Lillard (heute Lafayette) County                                        | Patrick Henry (1736–1799) – erster Gouverneur von Virginia nach der Unabhängigkeitserklärung der USA                                         | 22.272         | 1.818 km² |       |
| Hickory          | 085       | Hermitage       | 1845     | Benton und Polk County                                                  | Andrew Jackson (1767–1845) – Präsident der USA, der den Spitznamen Old Hickory trug                                                          | 9.627          | 1.033 km² |       |
| Holt             | 087       | Oregon          | 1841     | Platte Purchase – Landerwerb von Indianern im Jahr 1836                 | David Rice Holt – Abgeordneter in Missouri                                                                                                   | 4.912          | 1.197 km² |       |
| Howard           | 089       | Fayette         | 1816     | St. Charles und St. Louis County                                        | Benjamin Howard (1760–1814) – Brigadegeneral im Britisch-Amerikanischen Krieg von 1812 und Gouverneur des Missouri-Territoriums              | 10.144         | 1.207 km² |       |
| Howell           | 091       | West Plains     | 1857     | Oregon County                                                           | James Howell – einer der ersten Siedler | 40.400         | 2.404 km² |       |
| Iron             | 093       | Ironton         | 1857     | Madison, Reynolds, St. Francois, Washington und Wayne County            | Umfangreiche Eisenerzvorkommen in der Region                                                                                                 | 10.630         | 1.427 km² |       |
| Jackson          | 095       | Kansas City     | 1826     | Lillard (heute Lafayette) County                                        | Andrew Jackson (1767–1845) – Präsident der USA (1829–1837)                                                                                   | 674.158        | 1.567 km² |       |
| Jasper           | 097       | Carthage        | 1841     | Barry County                                                            | William Jasper (ca. 1750–1779) – Teilnehmer am Amerikanischen Unabhängigkeitskrieg                                                           | 117.404        | 1.658 km² |       |
| Jefferson        | 099       | Hillsboro       | 1818     | St. Louis und Ste. Genevieve County                                     | Thomas Jefferson (1743–1826) – dritter Präsident und einer der Gründerväter der USA                                                          | 218.733        | 1.702 km² |       |
| Johnson          | 101       | Warrensburg     | 1834     | Lillard (heute Lafayette) County                                        | Richard M. Johnson (1780–1850) – Vizepräsident der USA (1837–1841)                                                                           | 52.595         | 2.152 km² |       |
| Knox             | 103       | Edina           | 1843     | Scotland County                                                         | Henry Knox (1750–1806) – Offizier der Kontinentalarmee und erster Kriegsminister der USA (1789–1794)                                         | 4.131          | 1.311 km² |       |
| Laclede          | 105       | Lebanon         | 1849     | Camden, Pulaski und Wright County                                       | Pierre Laclède (1729–1778) – Gründer von St. Louis                                                                                           | 35.571         | 1.984 km² |       |
| Lafayette        | 107       | Lexington       | 1821     | Cooper County                                                           | Marquis de Lafayette (1757–1834) – französischer General im Amerikanischen Unabhängigkeitskrieg                                              | 33.381         | 1.629 km² |       |
| Lawrence         | 109       | Mount Vernon    | 1843     | Barry und Dade County                                                   | James Lawrence (1781–1813) – amerikanischer Marineoffizier                                                                                   | 38.634         | 1.588 km² |       |
| Lewis            | 111       | Monticello      | 1833     | Marion County                                                           | Meriwether Lewis (1774–1809) – Entdecker und Gouverneur des Louisiana-Territoriums (1808–1809)                                               | 10.211         | 1.308 km² |       |
| Lincoln          | 113       | Troy            | 1818     | St. Charles County                                                      | Benjamin Lincoln (1733–1810) – General der Kontinentalarmee im Amerikanischen Unabhängigkeitskrieg                                           | 52.566         | 1.632 km² |       |
| Linn             | 115       | Linneus         | 1837     | Chariton County                                                         | Lewis F. Linn (1795–1843) – US-Senator von Missouri                                                                                          | 12.761         | 1.606 km² |       |
| Livingston       | 117       | Chillicothe     | 1837     | Carroll County                                                          | Edward Livingston (1764–1836) – Kongressabgeordneter und Außenminister der USA (1831–1833)                                                   | 15.195         | 1.386 km² |       |
| Macon            | 121       | Macon           | 1837     | Chariton und Randolph County                                            | Nathaniel Macon (1757–1837) – Abgeordneter des Repräsentantenhauses (1791–1815)                                                              | 15.566         | 2.082 km² |       |
| Madison          | 123       | Fredericktown   | 1818     | Cape Girardeau und Sainte Genevieve County                              | James Madison (1751–1836) – vierter Präsident und einer der Gründerväter der USA                                                             | 12.226         | 1.287 km² |       |
| Maries           | 125       | Vienna          | 1855     | Osage und Pulaski County                                                | Der Maries River durchfließt das County | 9.176          | 1.368 km² |       |
| Marion           | 127       | Palmyra         | 1826     | Ralls County                                                            | Francis Marion (1732–1795) – Offizier der Kontinentalarmee im Amerikanischen Unabhängigkeitskrieg                                            | 28.781         | 1.134 km² |       |
| McDonald         | 119       | Pineville       | 1847     | Newton County                                                           | Alexander McDonald – Teilnehmer am Amerikanischen Unabhängigkeitskrieg                                                                       | 23.083         | 1.399 km² |       |
| Mercer           | 129       | Princeton       | 1845     | Grundy County                                                           | John Francis Mercer (1759–1821) – Abgeordneter des Repräsentantenhauses der USA (1792–1794) und Gouverneur von Maryland (1801–1803)          | 3.785          | 1.176 km² |       |
| Miller           | 131       | Tuscumbia       | 1837     | Cole und Pulaski County                                                 | John Miller (1781–1846) – vierter Gouverneur von Missouri (1826–1832) und Abgeordneter des Repräsentantenhauses der USA (1837–1843)          | 24.748         | 1.533 km² |       |
| Mississippi      | 133       | Charleston      | 1842     | Scott County                                                            | Mississippi River – bildet die Ostgrenze des Countys und des Staates Missouri                                                                | 14.385         | 1.070 km² |       |
| Moniteau         | 135       | California      | 1845     | Cole und Morgan County                                                  | Der Moniteau Creek durchfließt das County | 15.607         | 1.080 km² |       |
| Monroe           | 137       | Paris           | 1831     | Ralls County                                                            | James Monroe (1758–1831) – fünfter Präsident der USA, In seine Amtszeit fiel die Ausarbeitung des Missouri-Kompromisses                      | 8.840          | 1.673 km² |       |
| Montgomery       | 139       | Montgomery City | 1818     | St. Charles County                                                      | Richard Montgomery (1738–1775) – General der Kontinentalarmee im Amerikanischen Unabhängigkeitskrieg                                         | 12.236         | 1.396 km² |       |
| Morgan           | 141       | Versailles      | 1833     | Cooper County                                                           | Daniel Morgan (1736–1802) – Offizier im Amerikanischen Unabhängigkeitskrieg und Abgeordneter des Repräsentantenhauses der USA                | 20.565         | 1.549 km² |       |
| New Madrid       | 143       | New Madrid      | 1812     | Eines der fünf ursprünglichen Countys                                   | Der County Seat New Madrid wurde nach der spanischen Hauptstadt Madrid benannt                                                               | 18.956         | 1.756 km² |       |
| Newton           | 145       | Neosho          | 1838     | Barry County                                                            | John Newton (1755–1780) – Teilnehmer am Amerikanischen Unabhängigkeitskrieg                                                                  | 58.114         | 1.621 km² |       |
| Nodaway          | 147       | Maryville       | 1843     | Platte Purchase – Landerwerb von Indianern im Jahr 1836                 | Nodaway River – ein Nebenfluss des Missouri                                                                                                  | 23.370         | 2.271 km² |       |
| Oregon           | 149       | Alton           | 1841     | Ripley County                                                           | Oregon-Territorium | 10.881         | 2.051 km² |       |
| Osage            | 151       | Linn            | 1841     | Gasconade County                                                        | Osage River – ein Nebenfluss des Missouri | 13.878         | 1.570 km² |       |
| Ozark            | 153       | Gainesville     | 1841     | Taney County                                                            | Ozark-Plateau | 9.723          | 1.935 km² |       |
| Pemiscot         | 155       | Caruthersville  | 1851     | New Madrid County                                                       | Indianerwort für "flüssiger Schlamm" | 18.296         | 1.277 km² |       |
| Perry            | 157       | Perryville      | 1821     | Ste. Geneviere County                                                   | Oliver Hazard Perry (1785–1819) – Marineoffizier im Britisch-Amerikanischen Krieg von 1812                                                   | 18.972         | 1.230 km² |       |
| Pettis           | 159       | Sedalia         | 1821     | Cooper und Saline County                                                | Spencer Darwin Pettis (1802–1831) – Secretary of State in Missouri (1826–1828) und Abgeordneter des Repräsentantenhauses der USA (1829–1831) | 42.201         | 1.774 km² |       |
| Phelps           | 161       | Rolla           | 1857     | Crawford County                                                         | John S. Phelps (1814–1886) – 23. Gouverneur von Missouri                                                                                     | 45.156         | 1.743 km² |       |
| Pike             | 163       | Bowling Green   | 1818     | St. Charles County                                                      | Zebulon Pike (1779–1813) – Offizier und Entdecker                                                                                            | 18.516         | 1.743 km² |       |
| Platte           | 165       | Platte City     | 1838     | Platte Purchase – Landerwerb von Indianern im Jahr 1836                 | Platte River – ein Nebenfluss des Missouri River                                                                                             | 89.322         | 1.088 km² |       |
| Polk             | 167       | Bolivar         | 1835     | Greene County                                                           | James K. Polk (1795–1849) – Elfter Präsident der USA                                                                                         | 31.137         | 1.650 km² |       |
| Pulaski          | 169       | Waynesville     | 1833     | Crawford County                                                         | Kazimierz Pułaski (1745–1779) – polnischer Freiwilliger und General im Amerikanischen Unabhängigkeitskrieg                                   | 52.274         | 1.417 km² |       |
| Putnam           | 171       | Unionville      | 1843     | Adair und Sullivan County                                               | Israel Putnam (1718–1790) – General im Amerikanischen Unabhängigkeitskrieg                                                                   | 4.979          | 1.342 km² |       |
| Ralls            | 173       | New London      | 1821     | Pike County                                                             | Daniel Ralls – Abgeordneter in Missouri | 10.167         | 1.220 km² |       |
| Randolph         | 175       | Huntsville      | 1829     | Chariton und Ralls County                                               | John Randolph of Roanoke (1773–1833) – US-Kongressabgeordneter aus Virginia                                                                  | 25.414         | 1.248 km² |       |
| Ray              | 177       | Richmond        | 1820     | Howard County                                                           | John Ray – Abgeordneter in Missouri | 23.494         | 1.476 km² |       |
| Reynolds         | 179       | Centerville     | 1845     | Shannon County                                                          | Thomas Reynolds (1796–1844) – siebter Gouverneur von Missouri (1840–1844)                                                                    | 6.696          | 2.100 km² |       |
| Ripley           | 181       | Doniphan        | 1831     | Wayne County                                                            | Eleazer Wheelock Ripley (1782–1839) – Brigadegeneral im Britisch-Amerikanischen Krieg von 1812                                               | 14.100         | 1.632 km² |       |
| Saline           | 195       | Marshall        | 1820     | Cooper County                                                           | Lokale Salzminen | 23.370         | 1.958 km² |       |
| Schuyler         | 197       | Lancaster       | 1843     | Adair County                                                            | Philip Schuyler (1733–1804) – General im Amerikanischen Unabhängigkeitskrieg und US-Senator von New York                                     | 4.431          | 0798 km²  |       |
| Scotland         | 199       | Memphis         | 1841     | Clark, Lewis und Shelby County                                          | Schottland | 4.843          | 1.134 km² |       |
| Scott            | 201       | Benton          | 1822     | New Madrid County                                                       | John Guier Scott (1819–1892) – Abgeordneter des US-Repräsentantenhauses                                                                      | 39.191         | 1.090 km² |       |
| Shannon          | 203       | Eminence        | 1837     | Ripley County                                                           | George Shannon (1785–1836) – Teilnehmer an der Lewis-und-Clark-Expedition                                                                    | 8.441          | 2.600 km² |       |
| Shelby           | 205       | Shelbyville     | 1835     | Marion County                                                           | Isaac Shelby (1750–1826) – Erster und fünfter Gouverneur von Kentucky                                                                        | 6.373          | 1.298 km² |       |
| St. Charles      | 183       | Saint Charles   | 1812     | Eines der fünf ursprünglichen Countys in Missouri                       | Karl Borromäus (1538–1584) – italienischer Kardinal, wurde als Heiliger verehrt                                                              | 360.485        | 1.453 km² |       |
| St. Clair        | 185       | Osceola         | 1841     | Rives County (heute Henry County)                                       | Arthur St. Clair (1736–1818) – General im Amerikanischen Unabhängigkeitskrieg und Politiker                                                  | 9.805          | 1.753 km² |       |
| St. Francois     | 187       | Farmington      | 1821     | Jefferson, Ste. Genevieve und Washington County                         | Franz von Assisi (1182–1226) – Begründer der Franziskaner                                                                                    | 65.359         | 1.165 km² |       |
| St. Louis County | 189       | Clayton         | 1812     | Eines der fünf ursprünglichen Countys in Missouri                       | Ludwig IX. (1214–1270) – König von Frankreich                                                                                                | 998.954        | 1.316 km² |       |
| St. Louis City   | 510       | St. Louis       | 1876     | Bürgerentscheid für die Herauslösung der Stadt aus dem St. Louis County | Ludwig IX. (1214–1270) – König von Frankreich                                                                                                | 319.294        | 0160 km²  |       |
| Ste. Genevieve   | 186       | Ste. Genevieve  | 1812     | Eines der fünf ursprünglichen Countys in Missouri                       | Genoveva von Paris (422–502) – Schutzheilige von Paris                                                                                       | 18.145         | 1.300 km² |       |
| Stoddard         | 207       | Bloomfield      | 1835     | New Madrid County                                                       | Amos Stoddard (1762–1813) – Bevollmächtigter für den Übergang des Louisiana-Territoriums an die USA nach dem Louisiana Purchase              | 29.968         | 2.142 km² |       |
| Stone            | 209       | Galena          | 1851     | Taney County                                                            | William Stone Richter im Taney County | 32.202         | 1.199 km² |       |
| Sullivan         | 211       | Milan           | 1843     | Linn County                                                             | John Sullivan (1740–1795) – General im Amerikanischen Unabhängigkeitskrieg                                                                   | 6.714          | 1.686 km² |       |
| Taney            | 213       | Forsyth         | 1837     | Greene County                                                           | Roger B. Taney (1777–1864) – Elfter US-Generalbundesanwalt, fünfter Oberster Richter der USA                                                 | 51.675         | 1.637 km² |       |
| Texas            | 215       | Houston         | 1843     | Shannon County und Wright County                                        | Republik Texas | 26.008         | 3.054 km² |       |
| Vernon           | 217       | Nevada          | 1851     | Bates County                                                            | Miles Vernon – Senator in Missouri | 21.159         | 2.160 km² |       |
| Warren           | 219       | Warrenton       | 1833     | Montgomery County                                                       | Joseph Warren (1741–1775) – Arzt und Offizier, fiel im Amerikanischen Unabhängigkeitskrieg                                                   | 32.513         | 1.119 km² |       |
| Washington       | 221       | Potosi          | 1813     | Ste. Genevieve County                                                   | George Washington (1732–1799) – Erster Präsident der USA                                                                                     | 25.195         | 1.968 km² |       |
| Wayne            | 223       | Greenville      | 1818     | Cape Girardeau und Lawrence County                                      | Anthony Wayne (1745–1796) – General im Amerikanischen Unabhängigkeitskrieg und Politiker                                                     | 13.521         | 1.971 km² |       |
| Webster          | 225       | Marshfield      | 1855     | Greene County                                                           | Daniel Webster (1782–1852) – Außenminister der USA                                                                                           | 36.202         | 1.536 km² |       |
| Worth            | 227       | Grant City      | 1861     | Gentry County                                                           | William J. Worth (1794–1849) – US-General während des Mexikanisch-Amerikanischen Krieges                                                     | 2.171          | 0689 km²  |       |
| Wright           | 229       | Hartville       | 1841     | Pulaski County                                                          | Silas Wright (1795–1847) – US-Kongressabgeordneter, Gouverneur von New York (1845–1846)                                                      | 18.815         | 1.766 km² |       |